# Neptis parvimacula
Neptis parvimacula är en fjärilsart som beskrevs av Rothschild 1918. Neptis parvimacula ingår i släktet Neptis och familjen praktfjärilar. Inga underarter finns listade i Catalogue of Life.